# Tanganjika
Za jezero v Vzhodni Afriki glejte Tanganjiško jezero.
Tanganjika (angleško Tanganyika) je bila republika in članica Commonwealtha v vzhodni Afriki, poimenovana po jezeru Tanganjika, ki je predstavljalo njeno zahodno mejo. Leta 1964 se je združila z otokom Zanzibar v enotno državo Tanzanijo.
Ime se je sprva pojavilo kot Skrbniško območje Tanganjike (angleško: Mandated Territory of Tanganyika), ki je obsegalo nekdanjo kolonijo Nemška Vzhodna Afrika, katero so Britanci zasegli med I. svetovno vojno. Društvo narodov je Združenemu kraljestvu leta 1922 podelilo mandat za upravljanje tega ozemlja. Po II. svetovni vojni, leta 1946, je Tanganjika postala skrbniško območje pod nadzorom Združenih narodov, vendar so ji še vedno vladali Britanci, 9. decembra 1961 pa je postala neodvisna in se pol leta pozneje, 9. junija 1962, preimenovala v »Republiko Tanganjiko«.